# What Happened, Miss Simone?
What Happened, Miss Simone? ist ein US-amerikanischer biografischer Dokumentarfilm mit Musik aus dem Jahr 2015 von Liz Garbus über und mit Nina Simone, eine US-amerikanische Jazz- und Bluessängerin, Pianistin und Songschreiberin.

## Inhalt
Gezeigt werden verschiedene Lebensphasen der US-amerikanischen Jazz- und Bluessängerin, Pianistin und Songschreiberin Nina Simone, die als Eunice Kathleen Waymon im Bundesstaat North Carolina geboren wurde. Sie selbst bezeichnete ihre Musik stets als Black Classical Music. Ihren Nachnamen „Simone“ wählte sie, da sie die französische Schauspielerin und Schriftstellerin Simone Signoret verehrte.
Liz Garbus stellte viele verschiedene Filmdokumente zusammen, aus denen sich ein detailliertes Porträt einer Künstlerin ergibt, die eine Getriebene war. Der Film zeigt Simone bei verschiedenen Live-Auftritten und ist mit zahlreichen Songs von Simone unterlegt. Liz Garbus führte viele Einzelgespräche, so beispielsweise mit Lisa, der Tochter von Nina Simone, sowie mit dem langjährigen Gitarristen der Künstlerin, Al Schackman. Auch aus diesen Gesprächen ergibt sich die Widersprüchlichkeit, die mit der Person Nina Simone einherging. Sehr bewegend ist vor allem das Interview mit Lisa Simone Kelly, und deren Erinnerungen an ihre Kindheit mit einer Mutter, die nicht fähig ist, sie bedingungslos zu lieben.
Ein Fixpunkt im Leben von Simone war der Mord an Martin Luther King, der sie dazu veranlasste, vor einem ausschließlich afroamerikanischen Publikum aufzutreten und in die Menge zu rufen: „Seid ihr bereit Waffen zu benutzen? Seid ihr bereit zu töten?“ Zu diesem Zeitpunkt war die begabte Sängerin bereits zu einer Kämpferin für die Menschenrechte geworden, die kein Blatt vor den Mund nahm und damit auch aneckte. Als ihr alles zu viel wurde, ging sie für zwei Jahre nach Liberia.
Gezeigt werden auch die letzten Lebensjahre der Künstlerin, die sie in Europa verbrachte, hin- und hergerissen zwischen gefeiertem Star und nahe an der Pleite, oft einsam und krank.

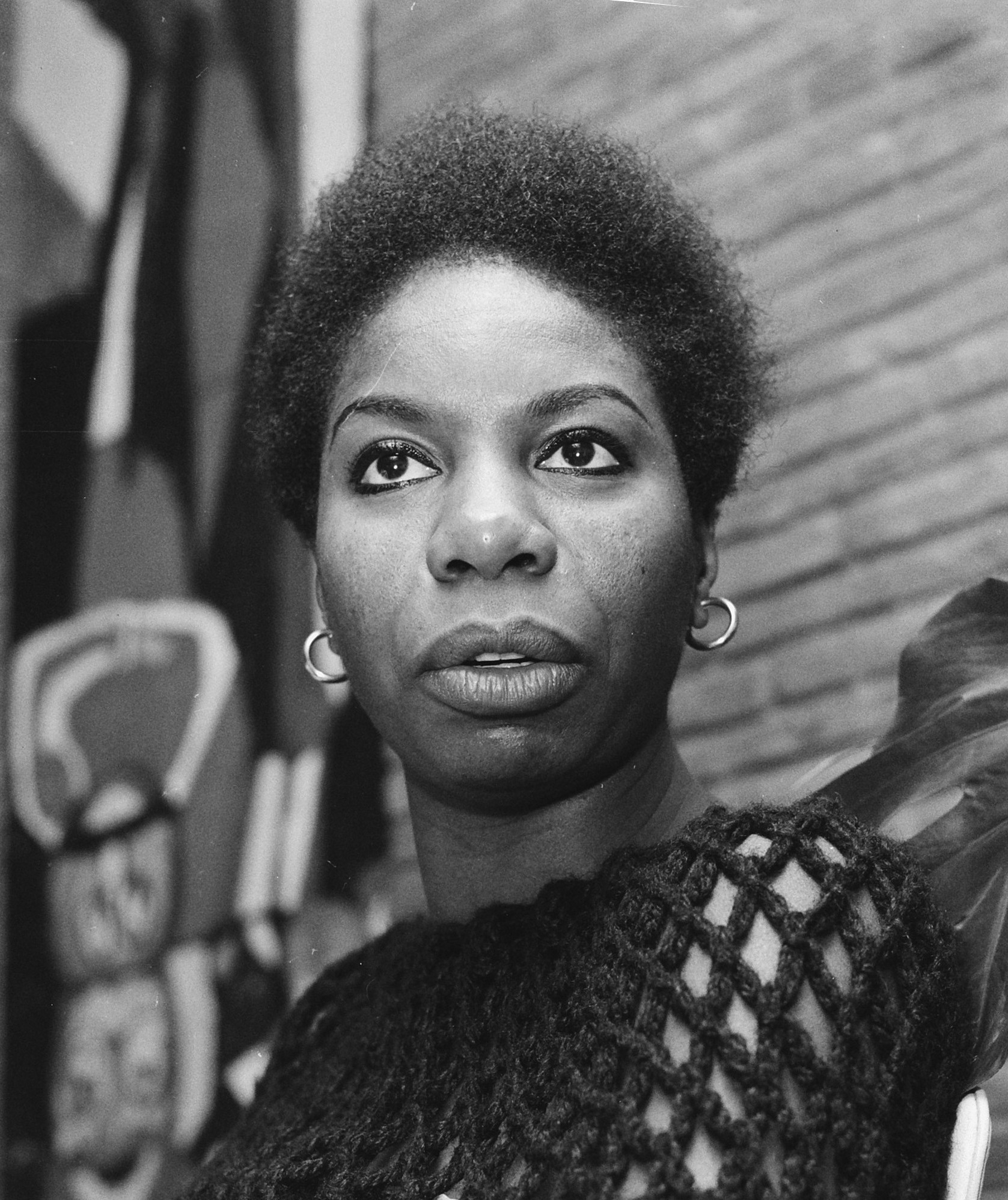
Nina Simone (1965)

## Hintergrund
Nina Simone (1933–2003) war das sechste von acht Kindern einer Methodistenpredigerin und eines Handwerkers. Aus rassistischen Gründen wurde sie nach ihrem Studium als klassische Konzertpianistin an der Juilliard School in New York am Curtis Institute of Music, wo sie ihre Musikausbildung beenden wollte, nicht zugelassen. Simone engagierte sich schon früh in der Bürgerrechtsbewegung, in der sie mit ihren Liedern zu einer musikalischen Leitfigur wurde. Nicht nur ihr Privatleben war kompliziert, auch in der Musikbranche galt sie zunehmend als schwierig. 1961 heiratete sie den New Yorker Polizisten Andrew Stroud. Befreundet war sie mit Malcolm X, Stokely Carmichael und Langston Hughes. Gegenüber Martin Luther King, mit dem sie ebenfalls befreundet war, soll sie geäußert haben, dass sie nicht gewaltlos sei.
Im Jahr 1993 zog die Sängerin nach Südfrankreich, wo ein Arzt bei ihr eine Bipolare Störung diagnostizierte. Dort lebte sie bis zu ihrem durch ein Krebsleiden bedingten Tod 2003.

## Veröffentlichung
Weiterer Titel des Films: Untitled Nina Simone Movie. Er wurde in den USA erstmals am 22. Januar 2015 auf dem Sundance Film Festival vorgestellt. In Deutschland lief er auf der  Berlinale im Februar 2015. Außerdem lief er auf folgenden Festivals:
- USA: 5. März 2015 True/False Film Festival
- USA: 24. April 2015 San Francisco International Film Festival
- Kanada: 29. April 2015 Hot Docs International Documentary Festival
- USA: 6. Mai 2015 Montclair Film Festival
- USA: Juni 2015 Nantucket Film Festival
- USA: 19. Juni 2015 AFI Docs Festival
- USA: 24. Juni 2015
- Belgien: 26. Juni 2015  (Internet)
- Niederlande: 26. Juni 2015 (Internet)
- Japan: 2. September 2015 (Internet)
- Niederlande: 18. November 2015 IDFA Festival
- Russland unter dem Titel Что случилось, мисс Симон?

## Kritik
In einem Bericht von der Berlinale heißt es, dass die Dokumentarfilmerin Liz Garbus mithilfe vieler Filmdokumente die verschiedenen Phasen im Leben von Simone zu einem detaillierten und stimmungsvollen Porträt einer getriebenen Künstlerin verwoben habe.
Christoph Petersen von Filmstarts.de war der Ansicht, dass ein Filmemacher dieses Genres die Umsetzung selten so eindrucksvoll gemeistert habe wie nun Liz Garbus: „In ihrer Dokumentation ‚What Happened, Miss Simone?‘ über die schwarze Jazz-Sängerin Nina Simone wagt sie sich nicht nur auch an die weniger ruhmvollen Facetten im Leben der Künstlerin, sondern zelebriert die unauflöslichen Gegensätze in der Vita ihrer Protagonistin sogar regelrecht. Da ist schnell zu spüren: Hier geht es nicht darum, krampfhaft einen roten Faden auszumachen, sondern darum, einer einzigartigen Persönlichkeit mit all ihren Widersprüchlichen ein Leinwanddenkmal zu setzen.“ Fazit:  „Liz Garbus überträgt ihre Faszination und Begeisterung für Nina Simone zwar auf das Publikum, fasst ihre ambivalente Protagonistin aber trotzdem nie mit Samthandschuhen an: mutig, provokant, mitreißend!“

## Auszeichnungen
Gewonnen
- 2015: Black Film Critics Circle Awards: BFCC Award in der Kategorie „Bester Dokumentarfilm“
- 2015: Women Film Critics Circle Awards: Josephine Baker Award
- 2016: Emmy Award[4]
- 2016: Preis der Deutschen Schallplattenkritik: Bestenliste (4. Quartal 2016)[5]

Nominierungen
- 2015: International Documentary Association: IDA Award in der Kategorie „Best Feature“, Liz Garbus, Amy Hobby, Jayson Jackson, Justin Wilkes und Video Source Award Liz Garbus
- 2015: Hot Docs Canadian International Documentary Festival: Audience Award in der Kategorie „Bester Dokumentarfilm“, Liz Garbus (8. Platz)
- 2016: Oscar in der Kategorie „Bester Dokumentarfilm“, Liz Garbus, Amy Hobby, Justin Wilkes[6]
- 2016: Alliance of Women Film Journalists: EDA Award in der Kategorie „Bester Dokumentarfilm“, Liz Garbus
- 2016: Black Reel Awards: Black Reel in der Kategorie „Herausragende Dokumentation“, Liz Garbus
- 2016: Chlotrudis Awards: Chlodrudis Award in der Kategorie „Bester Dokumentarfilm“
- 2016: Cinema Eye Honors Awards, US: Cinema Eye Audience Choice Prize Liz Garbus
- 2016: Directors Guild of America Award, USA: DGA Award in der Kategorie „Herausragende Leistung zur Erstellung eines Dokumentarfilms“ Liz Garbus
- 2016: Gay and Lesbian Entertainment Critics Association (GALECA): Dorian Award in der Kategorie „Dokumentarfilm des Jahres“
- 2016: Grammy Awards: Bester Musikfilm
- 2016: Image Awards: Image Award in der Kategorie „Herausragender Dokumentarfilm“
- 2016: Motion Picture Sound Editors, USA: Golden Reel Award in der Kategorie „Bester Tonschnitt“ Tony Volante